# 장연 (태위)
장연(張延, ? ~ 186년 음력 10월)은 후한 후기 ~ 말기의 관료로, 자는 공위(公威)이며 하내군 수무현(脩武縣) 사람이다. 사도 장흠의 아들이다.

## 행적
중평 2년(185년), 태복에서 태위로 승진하였으나 이듬해 3월에 파면되었고, 10월에 환관의 모함을 받아 옥사하였다.
아들 장범은 조조를 섬겼다.

## 출전
- 범엽, 《후한서》 권8 효영제기

| 전임 등성 | 후한의 태복 ? ~ 185년 음력 5월 | 후임 견거 |

| 전임 등성 | 후한의 태위 185년 음력 5월 ~ 186년 음력 3월 | 후임 장온 |